# Cừ, Đạt Châu
Cừ (chữ Hán giản thể: 渠县 Hán Việt: Cừ huyện) là một huyện thuộc địa cấp thị Đạt Châu, tỉnh Tứ Xuyên, Cộng hòa Nhân dân Trung Hoa. Huyện này có diện tích 2.013 km², dân số năm 2002 là 1,33 triệu người.

## Phân chia hành chính
Huyện này được chia ra thành các đơn vị hành chính gồm 15 trấn, 45 hương:
- Trấn: Cừ Giang, Tam Hối, Lâm Ba, Hữu Khánh, Thiên Tinh, Dũng Hưng, Thổ Khê, Văn Sùng, Quý Phúc, Nham Phong, Tĩnh Biên, Lang Da, Bảo Thành, Tiên Độ, Thanh Khê Trường.
- Hương: Cừ Nam, Cừ Bắc, Thanh Long, Bản Kiều, Tích Khê, Long Đàm, Tích Khê, Hà Đông, Lý Phức, Thanh Thần, Lưu Khê, Đông An, Hối Đông, Hối Nam, Hối Bắc, Phong Nhạc, Báo Ân, An Bắc, Bình An, Thiên Phật, Bách Thủy, Nghĩa Hòa, Đại Nghĩa, Thủy Khẩu, Tam Bản, Cự Quang, Thái Hòa, Hạc Lâm, Thanh Ti, Vạn Thọ, Bạch Thỏ, Xạ Hồng, Vọng Giang, Hòa Lạc, Long Phượng, Tân Thị, Tống Gia, Củng Thị, Trung Than, Bình Tây, Định Viễn, Gia Hòa, Lý Độ, Vọng Khê, Song Thổ, Quyển Đồng.